# Boheemse rex
De Boheemse rex is een kattenras dat voornamelijk gefokt wordt in Tsjechië. Het is een langharig ras met een gekrulde vacht.
Dit ras is ontstaan uit kruisingen tussen German rexen en Perzische katten. Bij het fokken van German rexen zijn kruisingen gedaan met Perzen, met als doel de vachtkwaliteit van de German rex te verbeteren. Het inkruisen van Perzen gaf niet de vachtkwaliteit die men voor ogen had en een ander negatief effect was dat het langhaargen werd ingefokt in een kortharig ras. In Tsjechië werden op een gegeven moment bij de Perzen gekrulde kittens geboren. Stamboom onderzoek wees uit dat dit terug te voeren was op Perzen uit Oost-Duitsland die uit kruisingen met German rexen kwamen.